# PSA World Tour 2020/21
Die PSA World Tour 2020/21 umfasst alle Squashturniere der Herren-Saison 2020/21 der PSA World Tour. Sie begann am 1. August 2020 und endete am 31. Juli 2021. Die nach dem Monat sortierte Übersicht zeigt den Ort des Turniers an, dessen Namen, das ausgeschüttete Gesamtpreisgeld, sowie den Sieger des Turniers. In der abschließenden Tabelle werden sämtliche Turniersieger nach der Menge ihrer Titel aufgelistet. Dabei ist es nicht relevant, welche Wertigkeit die vom Spieler gewonnenen Turniere besaßen, auch wenn eine entsprechende Erfassung erfolgt.
Aufgrund der anhaltenden COVID-19-Pandemie begann die Saison nur mit einem sehr reduzierten Turnierkalender. Gleichzeitig wurde die Berechnung der Weltrangliste an die Situation angepasst. Es wurde eine zusätzliche Turnierkategorie Challenger 3 am unteren Ende der Kategorie-Skala geschaffen, sodass Turniere in den Kalender aufgenommen werden konnten, bei denen aufgrund der nationalen Pandemie-Bestimmungen nur Teilnehmer aus dem Land des Austragungsortes und ggf. aus Nachbarländern zugelassen waren.
Die Saison 2020/21 bestand aus 101 Turnieren, von denen 9 wegen der Pandemie abgesagt wurden. Das Gesamtpreisgeld aller 101 Turniere betrug 2.555.000 US-Dollar.

## Tourinformationen

### Anzahl nach Turnierserie
| Turnierserie | WM | Finals | Platinum | Gold | Silver | Bronze | Ch 30 | Ch 20 | Ch 10 | Ch 5 | Ch 3 |
| ------------ | -- | ------ | -------- | ---- | ------ | ------ | ----- | ----- | ----- | ---- | ---- |
| Anzahl       | 1  | 1      | 7        | 3    | 1      | 0      | 1     | 2     | 28    | 34   | 23   |
| Gesamt       | 1  | 8      | 8        | 4    | 4      | 4      | 88    | 88    | 88    | 88   | 88   |

## Turnierplan

### August
| Datum         | Ort           | Turnier                    | Preisgeld | Sieger   |
| ------------- | ------------- | -------------------------- | --------- | -------- |
| 12.08.–16.08. | Melbourne     | Squash Melbourne Open 2020 | $ 12.000  | abgesagt |
| 13.08.–17.08. | Houston       | Lifetime Houston Open 2020 | $ 30.000  | abgesagt |
| 18.08.–22.08. | Grand Baie    | Necker Mauritius Open 2020 | $ 100.000 | abgesagt |
| 20.08.–23.08. | Coffs Harbour | North Coast Open 2020      | $ 6.000   | abgesagt |
| 26.08.–30.08. | Bega          | Australia Open 2020        | $ 12.000  | abgesagt |

### September
| Datum         | Ort           | Turnier                                              | Preisgeld | Sieger             |
| ------------- | ------------- | ---------------------------------------------------- | --------- | ------------------ |
| 10.09.–13.09. | Prag          | Expression Networks Nolan and Liam’s Tournament 2020 | $ 12.000  | Grégory Gaultier   |
| 16.09.–22.09. | Manchester    | Manchester Open 2020                                 | $ 85.000  | Mohamed Elshorbagy |
| 22.09.–28.09. | San Francisco | Oracle Netsuite Open 2020                            | $ 121.000 | abgesagt           |

### Oktober
| Datum         | Ort   | Turnier                | Preisgeld | Sieger           |
| ------------- | ----- | ---------------------- | --------- | ---------------- |
| 10.10.–17.10. | Kairo | CIB Egyptian Open 2020 | $ 270.000 | Ali Farag        |
| 18.10.–21.10. | Doha  | QSF 3 Open 2020        | $ 6.000   | Syed Azlan Amjad |
| 28.10.–01.11. | Uster | Swiss Open 2020        | $ 6.000   | Ryōsei Kobayashi |

### November
| Datum         | Ort          | Turnier                                            | Preisgeld | Sieger         |
| ------------- | ------------ | -------------------------------------------------- | --------- | -------------- |
| 01.11.–07.11. | Doha         | Qatar Classic 2020                                 | $ 175.000 | Ali Farag      |
| 05.11.–08.11. | Salzburg     | Austrian Open 2020                                 | $ 6.000   | Balázs Farkas  |
| 14.11.–20.11. | el-Guna      | El Gouna International 2020                        | —         | abgesagt       |
| 14.11.–21.11. | Philadelphia | U.S. Open Squash Championships 2020                | $ 185.500 | abgesagt       |
| 20.11.–22.11. | Vaduz        | Liechtenstein Open 2020                            | $ 12.000  | Nicolas Müller |
| 24.11.–28.11. | Quetta       | BISL International Squash Event 2020               | $ 12.000  | Tayyab Aslam   |
| 30.11.–06.12. | Hongkong     | Everbright Sun Hung Kai Hong Kong Squash Open 2020 | —         | abgesagt       |

### Dezember
| Datum         | Ort              | Turnier                                       | Preisgeld | Sieger            |
| ------------- | ---------------- | --------------------------------------------- | --------- | ----------------- |
| 04.12.–06.12. | Langnau am Albis | Sihltal Classic 2020                          | $ 12.000  | Dimitri Steinmann |
| 07.12.–11.12. | Islamabad        | Pakistan International Squash Tournament 2020 | $ 12.000  | Tayyab Aslam      |
| 12.12.–19.12. | Kairo            | CIB Black Ball Squash Open 2020               | $ 112.500 | Fares Dessouki    |
| 14.12.–20.12. | Doha             | QSF 4 2020                                    | $ 12.000  | Syed Azlan Amjad  |
| 17.12.–20.12. | Málaga           | Costa del Sol Open 2020                       | $ 6.000   | Bernat Jaume      |
| 19.12.–21.12. | Bordeaux         | PSA Bordeaux Nord 2020                        | $ 6.000   | Victor Crouin     |
| 21.12.–23.12. | Fuengirola       | Open Federacion Espanola 2020                 | $ 3.000   | Hugo Varela       |
| 21.12.–23.12. | Prag             | Expression Networks Prague Open 2020          | $ 6.000   | Grégory Gaultier  |
| 29.12.–30.12. | Houston          | Life Time City Center Challenger 2020         | $ 1.500   | Faraz Khan        |

### Januar
| Datum         | Ort           | Turnier                             | Preisgeld | Sieger           |
| ------------- | ------------- | ----------------------------------- | --------- | ---------------- |
| 06.01.–08.01. | Bielsko-Biała | Expression Networks Enjoy Open 2021 | $ 6.000   | Grégory Gaultier |
| 27.01.–29.01. | Prag          | Czech Pro Series 1 2021             | $ 12.000  | Grégory Gaultier |
| 29.01.–01.02. | Nancy         | Le Reve Nancy 2021                  | $ 6.000   | Victor Crouin    |

### Februar
| Datum         | Ort      | Turnier                                                     | Preisgeld | Sieger         |
| ------------- | -------- | ----------------------------------------------------------- | --------- | -------------- |
| 03.02.–07.02. | Bega     | Volkswagen Australian Open 2021                             | $ 6.000   | Rhys Dowling   |
| 06.02.–07.02. | Hamburg  | DSQV Sportwerk Challenger 2021                              | $ 1.500   | Valentin Rapp  |
| 11.02.–15.02. | Multan   | BISL 4 Southern Punjab International 2021                   | $ 6.000   | Nasir Iqbal    |
| 19.02.–21.02. | Auckland | Henderson Rochelle Hobbs Open 2021                          | $ 3.000   | Evan Williams  |
| 25.02.–27.02. | Teheran  | Commemoration Of The Martyrs Of The Iranian Navy Army 2021  | $ 3.000   | Sajad Zareian  |
| 25.02.–28.02. | Bogotá   | Squash Colombia Open 2021                                   | $ 3.000   | Juan Vargas    |
| 25.02.–28.02. | Houston  | Life Time City Centre Open Presented By NH Specialists 2021 | $ 6.000   | Shahjahan Khan |
| 26.02.–28.02. | Cognac   | Cognac Open 2021                                            | $ 6.000   | Victor Crouin  |

### März
| Datum         | Ort          | Turnier                               | Preisgeld | Sieger            |
| ------------- | ------------ | ------------------------------------- | --------- | ----------------- |
| 05.03.–07.03. | Hamburg      | DSQV Sportwerk Challenger 2021        | $ 3.000   | Raphael Kandra    |
| 10.03.–12.03. | Teheran      | Zarbaf Farahan Tournament 2021        | $ 3.000   | Sajad Zareian     |
| 11.03.–14.03. | Uster        | 2nd Sylvester Trophy 2021             | $ 3.000   | Ryōsei Kobayashi  |
| 13.03.–14.03. | Tatabánya    | SquashBerek Open 2021                 | $ 3.000   | Balázs Farkas     |
| 15.03.–19.03. | Kairo        | Egyptian Challenger Tour #1 2021      | $ 3.000   | Moustafa El Sirty |
| 17.03.–20.03. | Hongkong     | Chairman’s Cup 2021                   | $ 12.000  | Wong Chi-Him      |
| 19.03.–25.03. | Kairo        | CIB PSA Black Ball Squash Open 2021   | $ 175.000 | Marwan Elshorbagy |
| 20.03.–21.03. | Amsterdam    | Squash Eredivisie - Speelronde 3 2021 | $ 1.500   | Joeri Hapers      |
| 25.03.–27.03. | Morrinsville | Morrinsville Open 2021                | $ 1.500   | Lwamba Chileshe   |
| 26.03.–28.03. | Annecy       | Annecy Lake Open 2021                 | $ 3.000   | Toufik Mekhalfi   |
| 26.03.–28.03. | Aguadulce    | Aguadulce Open 2021                   | $ 3.000   | Iván Pérez        |
| 27.03.–02.04. | Chennai      | SRFI Indian Tour Chennai Leg 1 2021   | $ 20.000  | Todd Harrity      |

### April
| Datum         | Ort          | Turnier                                         | Preisgeld | Sieger             |
| ------------- | ------------ | ----------------------------------------------- | --------- | ------------------ |
| 08.04.–11.04. | Plano        | Life Time Plano International Open 2021         | $ 6.000   | Leonel Cárdenas    |
| 08.04.–12.04. | Kairo        | Egyptian Challenger Tour #2 2021                | $ 3.000   | Yahya Elnawasany   |
| 09.04.–12.04. | Kuala Lumpur | SRAM PSA 1 2021                                 | $ 6.000   | Ivan Yuen          |
| 14.04.–16.04. | Prag         | Czech Pro Series 2 2021                         | $ 6.000   | Robert Downer      |
| 24.04.–25.04. | Hamburg      | DSQV No.5 Sportwerk Challenger 2021             | $ 1.500   | Yannik Omlor       |
| 27.04.–30.04. | Kapstadt     | Western Province Cricket Club                   | $ 1.500   | Dewald van Niekerk |
| 29.04.–02.05. | Lorient      | Archi Factory Lorient Open 2021                 | $ 3.000   | Yannick Wilhelmi   |
| 29.04.–02.05. | San Antonio  | Texas Auto Save Life Time San Antonio Open 2021 | $ 6.000   | Leonel Cárdenas    |
| 30.04.–02.05. | Hamilton     | Waikato Open 2021                               | $ 1.500   | Evan Williams      |

### Mai
| Datum         | Ort           | Turnier                                    | Preisgeld | Sieger             |
| ------------- | ------------- | ------------------------------------------ | --------- | ------------------ |
| 02.05.–03.05. | Yokohama      | Japan PSA Satellite Series Vol.1 2021      | $ 1.500   | Ryūnosuke Tsukue   |
| 05.05.–08.05. | Hongkong      | Chairman’s Cup 2 2021                      | $ 6.000   | Yip Tsz-Fung       |
| 07.05.–09.05. | Coffs Harbour | North Coast Open 2021                      | $ 1.500   | Bryan Lim          |
| 14.05.–16.05. | Auckland      | Panmure Tecnifibre Open 2021               | $ 3.000   | Evan Williams      |
| 14.05.–16.05. | Mülhausen     | Open de Mulhouse 2021                      | $ 3.000   | Ryōsei Kobayashi   |
| 19.05.–21.05. | Prag          | Czech Pro Series 3 2021                    | $ 3.000   | Jakub Solnický     |
| 20.05.–23.05. | Austin        | Assurance Financial Austin South Open 2021 | $ 6.000   | Faraz Khan         |
| 20.05.–28.05. | el-Guna       | El Gouna International Squash Open 2021    | $ 181.500 | Mohamed Elshorbagy |
| 22.05.–24.05. | Hamburg       | DSQV Sportwerk Series Esche Cup 2021       | $ 3.000   | Valentin Rapp      |
| 25.05.–29.05. | Johannesburg  | Assore/Balwin Johannesburg Open 2021       | $ 3.000   | Dewald van Niekerk |
| 26.05.–28.05. | Kisch         | Kish Yasi Cup 2021                         | $ 3.000   | Alireza Shameli    |
| 27.05.–30.05. | Auckland      | Barfoot & Thompson Auckland Open 2021      | $ 6.000   | Evan Williams      |
| 28.05.–30.05. | Darwin        | NT Open 2021                               | $ 1.500   | Bryan Lim          |
| 29.05.–30.05. | Moskau        | Moscow Challenger 3 2021                   | $ 1.500   | Wladislaw Titow    |
| 29.05.–30.05. | Bielsko-Biała | RDI Polska Enjoy Open 2021                 | $ 1.500   | Daniel Poleshchuk  |

### Juni
| Datum         | Ort              | Turnier                                   | Preisgeld | Sieger              |
| ------------- | ---------------- | ----------------------------------------- | --------- | ------------------- |
| 02.06.–06.06. | Atlanta          | Atlanta Open 2021                         | $ 6.000   | Faraz Khan          |
| 04.06.–05.06. | Salzburg         | Salzburg Open 2021                        | $ 3.000   | Aqeel Rehman        |
| 07.06.–11.06. | Andorra la Vella | Anyos Park Open 2021                      | $ 3.000   | Sébastien Bonmalais |
| 11.06.–13.06. | Whangārei        | Northland Open 2021                       | $ 3.000   | Lwamba Chileshe     |
| 11.06.–14.06. | Teheran          | Ramadan Cup 2021                          | $ 3.000   | Alireza Shameli     |
| 15.06.–16.06. | Bielsko-Biała    | RDI Polska Challenger 3-2 Enjoy Open 2021 | $ 1.500   | Daniel Poleshchuk   |
| 15.06.–17.06. | Crawley          | Sumner Malik Memorial 2021                | $ 6.000   | Richie Fallows      |
| 15.06.–18.06. | Bogotá           | Colombia Challenger 2 2021                | $ 3.000   | Ronald Palomino     |
| 15.06.–19.06. | Odense           | Odense Open 2021                          | $ 6.000   | Aly Hussein         |
| 16.06.–19.06. | Hongkong         | Hong Kong Football Club PSA 2021          | $ 6.000   | Yip Tsz-Fung        |
| 22.06.–27.06. | Kairo            | PSA World Tour Finals 2020/21             | $ 185.000 | Mostafa Asal        |
| 25.06.–27.06. | London           | Bexley Open 2021                          | $ 1.500   | Joe Lee             |
| 27.06.–01.07. | Washington, D.C. | Squash On Fire Open 2021                  | $ 20.000  | Victor Crouin       |

### Juli
| Datum         | Ort           | Turnier                                                 | Preisgeld | Sieger            |
| ------------- | ------------- | ------------------------------------------------------- | --------- | ----------------- |
| 03.07.–04.07. | Peterborough  | City of Peterborough Squash & Racketball Club Open 2021 | $ 1.500   | Rory Stewart      |
| 07.07.–08.07. | Bielsko-Biała | Vitall Sport Challenger 3 Enjoy Open 2021               | $ 1.500   | Daniel Poleshchuk |
| 07.07.–10.07. | London        | Stellar New Malden Squash Festival 2021                 | $ 1.500   | Joe Lee           |
| 07.07.–10.07. | Salzburg      | Austrian Open 2021                                      | $ 3.000   | Yannik Omlor      |
| 14.07.–17.07. | Kairo         | Smash Basem Makram 2021                                 | $ 1.500   | Omar El Torkey    |
| 14.07.–18.07. | Kairo         | CIB Egyptian Challenger Tour 2021                       | $ 6.000   | Moustafa El Sirty |
| 14.07.–22.07. | Chicago       | Squash-Weltmeisterschaft 2020/21                        | $ 500.000 | Ali Farag         |
| 15.07.–18.07. | Weybridge     | Eriswell Challenge at St George’s Hill 2021             | $ 6.000   | Joe Lee           |
| 16.07.–18.07. | Howick        | Liquorland Howick Open 2021                             | $ 3.000   | Joseph White      |
| 20.07.–23.07. | Carlisle      | PSA Carlisle Squash Club Open 2021                      | $ 1.500   | Rory Stewart      |
| 22.07.–24.07. | Ipswich       | Arion Homes Off The Wall Open 2021                      | $ 3.000   | Rui Soares        |
| 24.07.–25.07. | Moskau        | PSA Moscow Tour 2021                                    | $ 1.500   | Wladislaw Titow   |
| 29.07.–01.08. | Manchester    | Arion Homes Cheetham Hill Classic 2021                  | $ 1.500   | Miles Jenkins     |
| 29.07.–01.08. | Berkhamsted   | Linksap Berkhamsted Open 2021                           | $ 6.000   | Ben Coleman       |

## Turniersieger
| Platz | Spieler             | Siege | WM | Finals | Platinum | Gold | Silver | Bronze | Ch 30 | Ch 20 | Ch 10 | Ch 5 | Ch 3 |
| ----- | ------------------- | ----- | -- | ------ | -------- | ---- | ------ | ------ | ----- | ----- | ----- | ---- | ---- |
| 1.    | Victor Crouin       | 4     |    |        |          |      |        |        |       | 1     | 2     | 1    |      |
| 1.    | Grégory Gaultier    | 4     |    |        |          |      |        |        |       |       | 3     | 1    |      |
| 1.    | Evan Williams       | 4     |    |        |          |      |        |        |       |       | 1     | 1    | 2    |
| 4.    | Ali Farag           | 3     | 1  |        | 2        |      |        |        |       |       |       |      |      |
| 4.    | Faraz Khan          | 3     |    |        |          |      |        |        |       |       |       | 2    | 1    |
| 4.    | Ryōsei Kobayashi    | 3     |    |        |          |      |        |        |       |       |       | 2    | 1    |
| 4.    | Joe Lee             | 3     |    |        |          |      |        |        |       |       | 1     |      | 2    |
| 4.    | Daniel Poleshchuk   | 3     |    |        |          |      |        |        |       |       |       |      | 3    |
| 9.    | Syed Azlan Amjad    | 2     |    |        |          |      |        |        |       |       | 1     | 1    |      |
| 9.    | Tayyab Aslam        | 2     |    |        |          |      |        |        |       |       | 2     |      |      |
| 9.    | Leonel Cárdenas     | 2     |    |        |          |      |        |        |       |       | 2     |      |      |
| 9.    | Lwamba Chileshe     | 2     |    |        |          |      |        |        |       |       |       |      | 2    |
| 9.    | Mohamed Elshorbagy  | 2     |    |        | 1        |      | 1      |        |       |       |       |      |      |
| 9.    | Moustafa El Sirty   | 2     |    |        |          |      |        |        |       |       | 1     | 1    |      |
| 9.    | Balázs Farkas       | 2     |    |        |          |      |        |        |       |       |       | 2    |      |
| 9.    | Bryan Lim           | 2     |    |        |          |      |        |        |       |       |       |      | 2    |
| 9.    | Yannik Omlor        | 2     |    |        |          |      |        |        |       |       |       | 1    | 1    |
| 9.    | Valentin Rapp       | 2     |    |        |          |      |        |        |       |       |       | 1    | 1    |
| 9.    | Alireza Shameli     | 2     |    |        |          |      |        |        |       |       |       | 1    | 1    |
| 9.    | Rory Stewart        | 2     |    |        |          |      |        |        |       |       |       |      | 2    |
| 9.    | Wladislaw Titow     | 2     |    |        |          |      |        |        |       |       |       |      | 2    |
| 9.    | Dewald van Niekerk  | 2     |    |        |          |      |        |        |       |       |       |      | 2    |
| 9.    | Yip Tsz-Fung        | 2     |    |        |          |      |        |        |       |       | 2     |      |      |
| 9.    | Sajad Zareian       | 2     |    |        |          |      |        |        |       |       |       | 2    |      |
| 25.   | Mostafa Asal        | 1     |    | 1      |          |      |        |        |       |       |       |      |      |
| 25.   | Sébastien Bonmalais | 1     |    |        |          |      |        |        |       |       |       |      | 1    |
| 25.   | Ben Coleman         | 1     |    |        |          |      |        |        |       |       | 1     |      |      |
| 25.   | Fares Dessouki      | 1     |    |        |          | 1    |        |        |       |       |       |      |      |
| 25.   | Rhys Dowling        | 1     |    |        |          |      |        |        |       |       |       | 1    |      |
| 25.   | Robert Downer       | 1     |    |        |          |      |        |        |       |       | 1     |      |      |
| 25.   | Yahya Elnawasany    | 1     |    |        |          |      |        |        |       |       |       | 1    |      |
| 25.   | Marwan Elshorbagy   | 1     |    |        | 1        |      |        |        |       |       |       |      |      |
| 25.   | Omar El Torkey      | 1     |    |        |          |      |        |        |       |       |       |      | 1    |
| 25.   | Richie Fallows      | 1     |    |        |          |      |        |        |       |       |       | 1    |      |
| 25.   | Joeri Hapers        | 1     |    |        |          |      |        |        |       |       |       |      | 1    |
| 25.   | Todd Harrity        | 1     |    |        |          |      |        |        |       | 1     |       |      |      |
| 25.   | Aly Hussein         | 1     |    |        |          |      |        |        |       |       |       | 1    |      |
| 25.   | Nasir Iqbal         | 1     |    |        |          |      |        |        |       |       | 1     |      |      |
| 25.   | Bernat Jaume        | 1     |    |        |          |      |        |        |       |       |       | 1    |      |
| 25.   | Miles Jenkins       | 1     |    |        |          |      |        |        |       |       |       |      | 1    |
| 25.   | Raphael Kandra      | 1     |    |        |          |      |        |        |       |       |       | 1    |      |
| 25.   | Shahjahan Khan      | 1     |    |        |          |      |        |        |       |       | 1     |      |      |
| 25.   | Toufik Mekhalfi     | 1     |    |        |          |      |        |        |       |       |       | 1    |      |
| 25.   | Nicolas Müller      | 1     |    |        |          |      |        |        |       |       | 1     |      |      |
| 25.   | Ronald Palomino     | 1     |    |        |          |      |        |        |       |       |       | 1    |      |
| 25.   | Iván Pérez          | 1     |    |        |          |      |        |        |       |       |       | 1    |      |
| 25.   | Aqeel Rehman        | 1     |    |        |          |      |        |        |       |       |       | 1    |      |
| 25.   | Rui Soares          | 1     |    |        |          |      |        |        |       |       |       | 1    |      |
| 25.   | Jakub Solnický      | 1     |    |        |          |      |        |        |       |       |       | 1    |      |
| 25.   | Dimitri Steinmann   | 1     |    |        |          |      |        |        |       |       | 1     |      |      |
| 25.   | Ryūnosuke Tsukue    | 1     |    |        |          |      |        |        |       |       |       |      | 1    |
| 25.   | Hugo Varela         | 1     |    |        |          |      |        |        |       |       |       | 1    |      |
| 25.   | Juan Vargas         | 1     |    |        |          |      |        |        |       |       |       | 1    |      |
| 25.   | Joseph White        | 1     |    |        |          |      |        |        |       |       |       | 1    |      |
| 25.   | Yannick Wilhelmi    | 1     |    |        |          |      |        |        |       |       |       | 1    |      |
| 25.   | Wong Chi-Him        | 1     |    |        |          |      |        |        |       |       | 1     |      |      |
| 25.   | Ivan Yuen           | 1     |    |        |          |      |        |        |       |       | 1     |      |      |

## Nationenwertung
| Platz | Nation             | Siege | WM | Finals | Platinum | Gold | Silver | Bronze | Ch 30 | Ch 20 | Ch 10 | Ch 5 | Ch 3 |
| ----- | ------------------ | ----- | -- | ------ | -------- | ---- | ------ | ------ | ----- | ----- | ----- | ---- | ---- |
| 1.    | Ägypten            | 13    | 1  | 1      | 4        | 1    | 1      |        |       |       | 1     | 3    | 1    |
| 2.    | Frankreich         | 10    |    |        |          |      |        |        |       | 1     | 5     | 3    | 1    |
| 3.    | England            | 7     |    |        |          |      |        |        |       |       | 4     |      | 3    |
| 4.    | Neuseeland         | 6     |    |        |          |      |        |        |       |       | 1     | 2    | 3    |
| 5.    | Deutschland        | 5     |    |        |          |      |        |        |       |       |       | 3    | 2    |
| 5.    | Vereinigte Staaten | 5     |    |        |          |      |        |        |       | 1     | 2     | 1    | 1    |
| 7.    | Iran               | 4     |    |        |          |      |        |        |       |       |       | 3    | 1    |
| 7.    | Japan              | 4     |    |        |          |      |        |        |       |       |       | 2    | 2    |
| 9.    | Hongkong           | 3     |    |        |          |      |        |        |       |       | 3     |      |      |
| 9.    | Israel             | 3     |    |        |          |      |        |        |       |       |       |      | 3    |
| 9.    | Malaysia           | 3     |    |        |          |      |        |        |       |       | 1     |      | 2    |
| 9.    | Pakistan           | 3     |    |        |          |      |        |        |       |       | 3     |      |      |
| 9.    | Schweiz            | 3     |    |        |          |      |        |        |       |       | 2     | 1    |      |
| 9.    | Spanien            | 3     |    |        |          |      |        |        |       |       |       | 3    |      |
| 15.   | Katar              | 2     |    |        |          |      |        |        |       |       | 1     | 1    |      |
| 15.   | Kolumbien          | 2     |    |        |          |      |        |        |       |       |       | 2    |      |
| 15.   | Mexiko             | 2     |    |        |          |      |        |        |       |       | 2     |      |      |
| 15.   | Russland           | 2     |    |        |          |      |        |        |       |       |       |      | 2    |
| 15.   | Schottland         | 2     |    |        |          |      |        |        |       |       |       |      | 2    |
| 15.   | Südafrika          | 2     |    |        |          |      |        |        |       |       |       |      | 2    |
| 15.   | Ungarn             | 2     |    |        |          |      |        |        |       |       |       | 2    |      |
| 22.   | Australien         | 1     |    |        |          |      |        |        |       |       |       | 1    |      |
| 22.   | Belgien            | 1     |    |        |          |      |        |        |       |       |       |      | 1    |
| 22.   | Österreich         | 1     |    |        |          |      |        |        |       |       |       | 1    |      |
| 22.   | Portugal           | 1     |    |        |          |      |        |        |       |       |       |      | 1    |
| 22.   | Tschechien         | 1     |    |        |          |      |        |        |       |       |       | 1    |      |